# Rakefet (Siedlung)
Rakefet (hebräisch רַקֶּפֶת Raqqefet, deutsch ‚Alpenveilchen‘) ist eine Gemeinschaftssiedlung im Norden Israels. Der Ort liegt im Unteren Galiläa in der Nähe der Stadt Sachnin und gehört zur Regionalverwaltung Misgav. 2018 hatte die Ortschaft 1049 Einwohner.

## Geschichte
Die Siedlung entstand 1981 als kooperatives Dorf. 1989 wurde es zur Gemeinschaftssiedlung ausgebaut.